# Dana Fabini

Dana Fabini, 2015

Dana Fabini (nume complet Dana Simona Fabini, n. 23 martie 1963, Cluj-Napoca) este un artist vizual care trăiește și lucrează în România și Germania.

## Biografie
Dana Fabini a studiat la Liceul de Artă și apoi la Institutul de Arte Plastice - astăzi Universitatea de Artă și Design din Cluj-Napoca (diploma 1987). Din 1987 începe activitatea artistică și din 1990 activitatea didactică în mediu universitar, printre altele la Universitatea de Artă și Design din Cluj-Napoca, Universitatea din Köln, Universitatea Babeș-Bolyai din Cluj-Napoca. În 1993 a obținut o bursă de studiu la Universitatea Complutense din Madrid. A urmat studii doctorale în psihologie la Universitatea Babeș-Bolyai și în arte vizuale la Universitatea de Artă și Design din Cluj-Napoca. In anul 2005 a susținut doctoratul în arte vizuale la Universitatea de Artă și Design cu o temă despre creativitatea artistică și relațiile între artă și terapia prin artă. Din 2002 publicații privind arta și creativitatea artistică: articole în reviste de specialitate, cărți de autor, editare de cataloage de artă. Prin activitatea sa, a dezvoltat forme de dialog intercultural și de expresie interdisciplinară, a adus contribuții în studiul terapiei prin artă, și a aprofundat astfel fenomene mai puțin cercetate în România din perspectiva artelor vizuale.

## Concepte artistice
Dana Fabini crează text și imagine, urmărind constant posibilitățile sincretice dintre aceste limbaje artistice, atât prin tehnici clasice, intermedia, cât și prin tehnici multimedia sau performance. Cuvântul (logosul) și imaginea (iconul) realizează un întreg sinestezic, nu rămân simple elemente cooperante la producerea operei. Opera ei aprofundează concepte poetice în forme vizuale (artă conceptuală, lettrism), se transformă și se dezvoltă în mod constant ca o lingvistică vizuală. În anul 2010 Dana Fabini stabilește conceptul integrator Bibliotheca Diotima pentru a defini crezul său artistic și atitudinea feministă de tradiție intelectuală. 
Abordările ei interdisciplinare urmăresc teme existențiale: viața, moartea, iubirea, durerea, vorbirea și tăcerea (...) care caută calea către sine, către energia creatoare proprie. Valențele terapeutice ale artei, dar și valențele social-critice, sunt preocupări constante. În anul 2016 inițiază platforma interactiv-performativă Dialog in Agora în cadrul căreia coordonează proiecte interculturale pe teme artistice de actualitate: confruntarea între temele și tehnicile clasice și multimedia - Arheologie contemporană 2016-2017, arta în contextul globalizării - Cosmopolit(ism) 2018-2020.

## Expoziții și proiecte artistice (selecție)
După studiu, Dana Fabini participă constant la expoziții  de grup și festivaluri de artă care au loc în muzee și galerii sau în spații publice din România și din străinătate, ca de exemplu: 
- Bienala Atelier 35, Muzeul de Artă din Baia Mare / Muzeul de Artă Vizuală din Galați 1988[7]
- Quadrienala de Arte Decorative, Sala Dalles București 1989
- International Miniature Exhibition, Del Bello Gallery, Toronto 1990
- Stare fără titlu, Festival de Artă Contemporană Muzeul de Artă Timișoara 1991
- Roemeens schilderij, Windesheim Zwolle 1991
- Medium AnnArt 5, Festival de Artă Muzeul Național Secuiesc 1994[8]
- Academia 70, Muzeul de Artă din Cluj-Napoca 1996
- Freedom of Movement, Complexul Muzeal Bistrița-Năsăud 1997
- Tineri artiști români, Kaposvár 1997
- Contemporary Graphic Art from Transylvania, Innsbruck 1998[9]
- Liber studiorum, Muzeul de Artă Cluj-Napoca 2000
- Pax Danubiana, Festival Internațional de Artă Regensburg 2000
- Dreisprung Triplu Salt Troskok, Künstlerforum Bonn 2008[10]
- Zeitgenössische Archäologie, Museum Zündorfer Wehrturm Köln 2017
- Blaue Stunde, International Video & Performance Köln 2017-2020[11]

Dintre cele mai importante expoziții personale, acțiuni cu publicul și performance fac parte: 
- Galeria Mare UAP Cluj-Napoca 1993
- emp.Finden. Verlassene Gärten, DAA Hannover 1999
- Grădini abandonate, Casa Matei Corvin Cluj-Napoca 2005
- poesis.hier, Quartier am Hafen Köln 2015
- Dada Labyrinth, Biblioteca Română din Freiburg 2016
- Waiting Room: Loneliness, Muzeul de Artă din Cluj-Napoca 2017
- Tête-à-tête, Galeria Galateea Contemporary Art București 2018
- Utopie cu maestrul,  Centrul Cultural Palatele Brâncovenești 2019[12]
- The Secret Tablets,  Muzeul Național de Istorie a Transilvaniei 2019[13]

## Publicații (selecție)
Primele publicații ale Danei Fabini sunt articole despre  arta socială și scena de artă internațională, care apar în reviste de specialitate. De asemenea, cărți de autor care urmăresc fenomene specifice secolului XX în comparația dintre artă și terapia prin artă, elită artistică și democratizarea artei. Exemple:
- Aurelia Mihai: Das ist die Stunde, în Balkon nr. 13/2003 Fundația Idea Cluj-Napoca ISSN 1454-7872
- European Media Art Festival Osnabrück– Björn Schülke, în IDEA-artă + societate nr. 14/2003, (română, engleză), ISSN 1583-8293
- AC/DC Projects: Schlingensief și  Perjovschi la Ludwig Museum Köln, în IDEA-artă + societate nr. 22/2005, (română, engleză), ISSN 1583-8293
- Creativitate artistică. Relații între artele vizuale și terapia prin artă, Editura Presa Universitară Clujeană, 2006, ISBN 973-610-468-0
- Receptarea în artele vizuale. Implicații în terapia prin artă, Editura Casa Cărții de Știință, Cluj-Napoca 2006, ISBN 973-686-949-0

Dintre publicațiile recente, cele mai importante sunt albumele care documentează proiectele interculturale coordonate de Dana Fabini, și cărțile de artă care prezintă o selecție din munca sa artistică, realizate în ediție bilingvă, română și germană:
- din 2016 seria Dialog in Agora, în calitate de editor coordonator, Editura Eikon, București, volumele 1-2-3, ISBN 978-606-711-556-7
- din 2018, seria Bibliotheca Diotima, în calitate de autor, Editura Eikon, București,  volumele 1-2, ISBN 978-606-711-891-9